# Novice

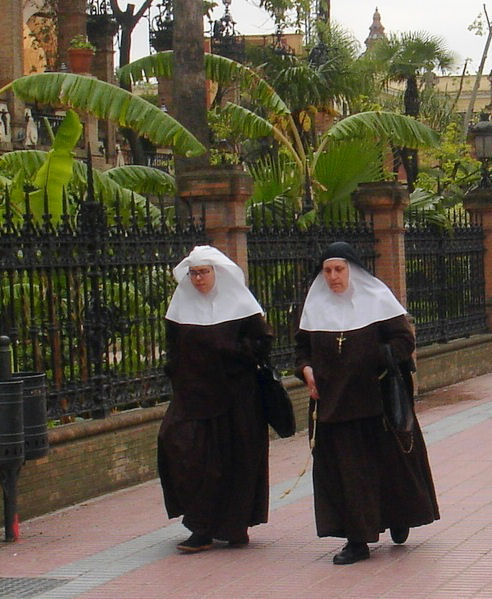
Twee zusters in Sevilla. De linker zuster is een novice. Vaak verschilt het habijt van een novice van dat van een kloosterling die de geloften heeft afgelegd.

Een novice is iemand die voor de intrede in het klooster een proeftijd doormaakt tijdens het noviciaat. Aan het begin van het noviciaat wordt een postulant ingekleed en krijgt deze de kloosternaam.
Het canoniek recht stelt deze proeftijd verplicht voordat men tijdelijke geloften kan afleggen. Voor het noviciaat staat in principe een jaar, waarin de novice begeleid wordt door een novicemeester (Magister novitiorum) of -meesteres. Bij bepaalde kloosterorden wordt het noviciaat met een jaar verlengd. Behalve de proeftijd heet vaak ook het klooster waar de novicen verblijven noviciaat. Kloosterregels als de Regel van Benedictus bevatten veelal bepalingen over de gang van zaken tijdens het noviciaat.
Voorwaarden tot toelating zijn:
- een minimumleeftijd van zeventien jaar,
- de ongehuwde staat,
- rijpheid van karakter,
- het ontbreken van banden met andere religieuze instituten
- en een bewijs van doop en vormsel.

De algemene gang van zaken tijdens het noviciaat is op juridisch niveau vastgelegd in de canones 641-653 van de Codex Iuris Canonici van 1983.